# Armería
|  | No s'ha de confondre amb armeria. |

Armería és un municipi de l'estat de Colima amb capital a la població d'Armería que és el principal centre de població d'aquesta municipalitat. Aquest municipi és al sud de l'estat de Colima i limita al nord amb els municipis de Comala, al sud amb Tecomán, a l'oest amb Riva Palacio i a l'est amb Comala.